# Orolestes octomaculatus
Orolestes octomaculatus är en trollsländeart som beskrevs av Martin 1902. Orolestes octomaculatus ingår i släktet Orolestes och familjen glansflicksländor. IUCN kategoriserar arten globalt som livskraftig. Inga underarter finns listade i Catalogue of Life.